# (2380) Heilongjiang
(2380) Heilongjiang ist ein Asteroid des Hauptgürtels, der am 18. September 1965 am Purple-Mountain-Observatorium in Nanjing entdeckt wurde. 
Der Asteroid ist nach der chinesischen Provinz Heilongjiang benannt.